# Rop Verheijen
Hendricus Carolus Gerardus (Robby, later Rop) Verheijen (Winssen, 24 december 1974) is een Nederlands acteur.

## Biografie
Verheijen studeerde aan de Toneelschool Amsterdam, waar hij op 1 juli 1998 zijn diploma haalde. Tussen 2001 en 2004 speelde hij de rol van Robin Visser in de dagelijkse soapserie Goede tijden, slechte tijden. Hij trad verder op in het theater, onder andere in musicals (Zorro, Urinetown en Toon, over het leven van cabaretier Toon Hermans) en toneelstukken (TgBloodyMary, De Toneelmakerij). Verheijen was ook aangesloten bij Purper.
Hij was kandidaat in Wie is de Mol?. Van 2020 tot 2023 presenteerde hij samen met Marlijn Weerdenburg Moltalk, het napraatprogramma van Wie is de Mol?

## Theater (selectie)
- 1996: De beer van Anton Tsjechov
- 1996: Leedvermaak van Judith Herzberg
- 1996: Zo eenvoudig is de liefde van Lars Norén
- 1997: Midzomernachtsdroom van William Shakespeare
- 1997: Gurkelviertel van Verheijen, onder regie van Adelheid Roosen
- 1997: De dikke fee, een jeugdtheatervoorstelling in theater BRONKS in Brussel
- 1998: Brisant van Ton Vorstenbosch, onder regie van Petra Laseur
- 1998: Tartuffe van Molière
- 1998: Hedda, Hedda van Gerardjan Rijnders
- 1999: Sladek van Ödön von Horváth
- 1999: Volgende week dinsdag, naar het stuk Noordeloos van Peer Wittenbols
- 2000: Aan de vooravond van Eli Asser

## Film en televisie
- 1999: Blauw blauw (politieserie), als koerier
- 1999: Leven en dood van Quidam Quidam (miniserie), als 'creator of ideas'
- 2001: Het Zonnetje in Huis (tv-serie), als Bor
- 2001-2002: Liedmachien, als Liedsiep
- 2001-2004: Goede tijden, slechte tijden (tv-serie), als Robin Visser
- 2003: Ernstige Delicten (tv-serie), als man in park
- 2003: Schudden tot het sneeuwt (tv-serie), als Kasper de tuinman
- 2010: Chloe's Toverkast (animatie-serie), als Snoezige Wortel (stem)[bron?]
- 2014: Welkom bij de Romeinen (miniserie), diverse rollen
- 2016: Welkom in de jaren 60 (educatieve tv-serie), als Hilbert
- 2017: Voor elkaar gemaakt, als Govert
- 2018: Welkom in de 80-jarige Oorlog (educatieve tv-serie), rol onbekend
- 2018: All You Need Is Love, als Japie
- 2018-2019: De Luizenmoeder (tv-serie), als Walter
- 2015-2019: Familie Kruys (tv-serie), als Kirk Kruys
- 2021: Luizenmoeder, als Walter
- 2021-heden: Vlogmania als Johan
- 2022: Het Klokhuis, als kantoormedewerker

## Prijzen en nominaties
Verheijen werd twee keer genomineerd voor een John Kraaijkamp Musical Award:
- in 2005 voor beste mannelijke bijrol De Zevensprong
- in 2011 voor beste mannelijke bijrol Urinetown

## Trivia
- Verheijen speelde tijdelijk de rol van sergeant Garcia in de musical Zorro. Hij nam de rol over van de Vlaamse acteur David Davidse, die herstellende was van een zware buikoperatie.